# Rafael Carrasco
Rafael Carrasco Guerra (Toledo, 22 de septiembre de 1940), conocido deportivamente como Rafa Carrasco, es un exciclista y exdirector deportivo español, que compitió entre 1962 y 1967. Sus mayores éxitos los logró como director técnico, al mando del equipo Kelme.

## Trayectoria
Nacido en Toledo, Carrasco se trasladó a Barcelona con 15 años, de la mano de su paisano Federico Martín Bahamontes, para enrolarse en el Peña Solera Cacaolat. También corrió en el Margnat-Paloma y en el Picadero-Damm. Como corredor, sus mayores éxitos fueron un 2.º puesto en la Klasika Primavera de 1964 y un 3.º en el Trofeo Masferrer de 1965.
Como director deportivo, dirigió entre 1976 y 1979 al equipo Transmallorca. Tras la desaparición de este, recaló en su sucesor, el Kelme, un ambicioso proyecto deportivo de la empresa homónima para el que Carrasco solicitó los fichajes de Francisco Galdós, Felipe Yáñez y Pedro Torres. Carrasco dirigió al equipo durante 12 temporadas ininterrumpidas, cosechando grandes resultados en las Grandes Vueltas. Tuvo a sus órdenes corredores españoles punteros como Vicente Belda, Álvaro Pino, Laudelino Cubino, Fernando Escartín, Roberto Heras o Alejandro Valverde, y colombianos como Fabio Parra, Martín Farfán, Santiago Botero y Hernán Buenahora.
Se desvinculó del equipo en 1992 con la llegada del controvertido doctor Eufemiano Fuentes, que era relacionado con el dopaje, y se dedicó a ejercer como comentarista para radio y prensa escrita.